# Javi Fuego
Javi Fuego, właśc. Javier Fuego Martínez (ur. 4 stycznia 1984 w Pola de Siero) – hiszpański piłkarz grający na pozycji defensywnego pomocnika. Od 2018 roku zawodnik Villarrealu CF.

## Kariera
Fuego zaczął karierę w Sportingu Gijón. W sezonie 2007/09 dołączył do Levante UD, jednak po spadku opuścił klub. W sierpniu 2008 roku podpisał kontrakt z Recreativo Huelva.
W 2010 roku odszedł do Rayo Vallecano, gdzie szybko stał się kluczową postacią klubu. W pierwszym sezonie w klubie wywalczył awans do La Liga.
W lipcu 2013 roku zdecydował się, że nie przedłuży kontraktu z klubem i odszedł do Valencii.

## Statystyki klubowe
| Sezon   | Klub              | Kraj      | Liga             | Mecze | Bramki | Puchar Kraju | Mecze | Bramki | Puchary Europejskie                 | Mecze | Bramki |
| ------- | ----------------- | --------- | ---------------- | ----- | ------ | ------------ | ----- | ------ | ----------------------------------- | ----- | ------ |
| 2001/02 | Sporting Gijón    | Hiszpania | Segunda División | 1     | 0      | -            | -     | -      | -                                   | -     | -      |
| 2002/03 | Sporting Gijón    | Hiszpania | Segunda División | 3     | 0      | -            | -     | -      | -                                   | -     | -      |
| 2003/04 | Sporting Gijón    | Hiszpania | Segunda División | 11    | 0      | Puchar Króla | 1     | 0      | -                                   | -     | -      |
| 2004/05 | Sporting Gijón    | Hiszpania | Segunda División | 30    | 1      | -            | -     | -      | -                                   | -     | -      |
| 2005/06 | Sporting Gijón    | Hiszpania | Segunda División | 35    | 0      | Puchar Króla | 1     | 0      | -                                   | -     | -      |
| 2006/07 | Sporting Gijón    | Hiszpania | Segunda División | 34    | 3      | Puchar Króla | 1     | 0      | -                                   | -     | -      |
| 2007/08 | Levante UD        | Hiszpania | Primera División | 24    | 1      | Puchar Króla | 1     | 0      | -                                   | -     | -      |
| 2008/09 | Recreativo Huelva | Hiszpania | Primera División | 34    | 2      | Puchar Króla | 2     | 0      | -                                   | -     | -      |
| 2009/10 | Recreativo Huelva | Hiszpania | Segunda División | 33    | 4      | Puchar Króla | 3     | 0      | -                                   | -     | -      |
| 2010/11 | Rayo Vallecano    | Hiszpania | Segunda División | 37    | 1      | Puchar Króla | 1     | 0      | -                                   | -     | -      |
| 2011/12 | Rayo Vallecano    | Hiszpania | Primera División | 31    | 0      | Puchar Króla | 1     | 0      | -                                   | -     | -      |
| 2012/13 | Rayo Vallecano    | Hiszpania | Primera División | 36    | 0      | -            | -     | -      | -                                   | -     | -      |
| 2013/14 | Valencia CF       | Hiszpania | Primera División | 27    | 2      | Puchar Króla | 3     | 0      | Liga Europy UEFA                    | 10    | 0      |
| 2014/15 | Valencia CF       | Hiszpania | Primera División | 35    | 3      | Puchar Króla | 3     | 0      | -                                   | -     | -      |
| 2015/16 | Valencia CF       | Hiszpania | Primera División | 26    | 0      | Puchar Króla | 1     | 0      | Liga Mistrzów UEFA Liga Europy UEFA | 7 4   | 0 0    |
| 2016/17 | RCD Espanyol      | Hiszpania | Primera División | 31    | 1      | Puchar Króla | 1     | 0      | -                                   | -     | -      |
| 2017/18 | RCD Espanyol      | Hiszpania | Primera División | 17    | 0      | Puchar Króla | 3     | 0      | -                                   | -     | -      |
| 2017/18 | Villarreal CF     | Hiszpania | Primera División | 11    | 0      | -            | -     | -      | -                                   | -     | -      |
| 2018/19 | Villarreal CF     | Hiszpania | Primera División | 5     | 0      | Puchar Króla | 2     | 0      | Liga Europy UEFA                    | 4     | 0      |

Stan na: 21 maja 2019 r.